# Cherry Valley (Illinois)
Cherry Valley ist ein Village im Winnebago County im Norden des US-Bundesstaates Illinois. Das U.S. Census Bureau hat bei der Volkszählung 2020 eine Einwohnerzahl von 2.905 ermittelt.
Cherry Valley gehört der Metropolregion Rockford an und liegt rund 10 km östlich von deren Zentrum. Ein kleiner Teil der Ortschaft zählt zum Boone County.

## Demografische Daten
Nach der Volkszählung im Jahr 2010  lebten 3162 Menschen in Cherry Valley. Die Bevölkerungsdichte betrug 140,34 Einwohner/km². Ethnisch setzte sich die Bevölkerung aus 88,2 % Weißen, 2,88 % Afroamerikaner, 0,35 % amerikanische Ureinwohner, 4,74 % Asiaten und 0,06 % Pacific Islander zusammen. 1,45 % waren anderen Rassen angehörig, 2,31 % gehörten zu zwei oder mehr Rassen. 5,12 % der Gesamtbevölkerung waren spanischer oder lateinamerikanischer Abstammung.

## Wirtschaft
Cherry Valley ist größtenteils vom Einzelhandel geprägt, mit der Cherryvale Mall befindet sich das größte Einkaufszentrum der Rockforder Metropolregion am Rande des Stadtgebietes. Die meisten Bewohner pendeln jedoch zum Arbeiten in das nahe gelegene Rockford oder nach Chicago.